# Pantoporia athene
Pantoporia athene är en fjärilsart som beskrevs av Otto Staudinger 1889. Pantoporia athene ingår i släktet Pantoporia och familjen praktfjärilar. Inga underarter finns listade i Catalogue of Life.